# Mirco Pruyser
Mirco Pruyser (Hoofddorp, 11 augustus 1989) is een Nederlands hockeyer.
Pruyser begon met hockeyen bij MHC De Reigers, waarna hij de overstap maakte naar de jeugdopleiding van Amsterdam H&BC. Hier debuteerde de aanvaller in 2008 voor de hoofdmacht van de club. Pruyser werd tweemaal landskampioen in 2011 en 2012 met Amsterdam. Hij maakte tevens deel uit van verschillende nationale jeugdselecties en speelde verschillende EK's en WK's voor het Nederlands Zaalteam. Pruyser werd topscorer van de Euro Hockey League in 2012 met 8 doelpunten. In 2015 werd zijn talent opgemerkt door bondscoach Max Caldas en mocht hij mee met het Nederlands elftal naar het EK 2015 in Londen. Tijdens dit toernooi scoorde hij 2 maal (waaronder 1 goal in de finale) en werd hij met Nederland Europees kampioen. Dit was de eerste grote titel van de Nederlandse hockeymannen sinds het EK 2007.
Hij nam deel aan de Olympische Spelen van 2016, waar hij met het Nederlands team een 4e plaats behaalde.
Seve van Ass · 
Sander Baart · 
Billy Bakker · 
Jorrit Croon · 
Jeroen Hertzberger · 
Rogier Hofman · 
Robert van der Horst ·  
Robbert Kemperman · 
Mirco Pruyser · 
Glenn Schuurman · 
Jaap Stockmann · 
Hidde Turkstra · 
Valentin Verga · 
Bob de Voogd · 
Mink van der Weerden · 
Sander de Wijn ·
Coach: Max Caldas
Seve van Ass · 
Billy Bakker · 
Lars Balk · 
Pirmin Blaak · 
Thierry Brinkman · 
Jorrit Croon · 
Thijs van Dam · 
Jonas de Geus · 
Jeroen Hertzberger · 
Jip Janssen · 
Robbert Kemperman · 
Joep de Mol · 
Mirco Pruyser ·  
Glenn Schuurman · 
Mink van der Weerden · 
Sander de Wijn · 
Coach: Max Caldas